# Vertrauensgremium
Das Vertrauensgremium (auch: Gremium nach § 10a Absatz 2 BHO) des Deutschen Bundestages bewilligt die Ausgaben, die der Geheimhaltung unterliegen.

## Zusammensetzung
| Name                | Fraktion  | Funktion                       |
| ------------------- | --------- | ------------------------------ |
| Florian Oßner       | CSU       | Vorsitzender                   |
| Yannick Bury        | CDU       |                                |
| Christian Haase     | CDU       |                                |
| Andreas Mattfeldt   | CDU       |                                |
| Klaus-Peter Willsch | CDU       |                                |
| Thorsten Rudolph    | SPD       | stellvertretender Vorsitzender |
| Svenja Schulze      | SPD       |                                |
| Andreas Schwarz     | SPD       |                                |
| Jamila Schäfer      | B90/Grüne |                                |
| Sebastian Schäfer   | B90/Grüne |                                |
| Dietmar Bartsch     | Die Linke |                                |

Das Vertrauensgremium besteht im 21. Deutschen Bundestag aus 14 Mitgliedern. Diese wurden am 26. Juni 2025 vom Plenum gewählt, wobei die Kandidaten der AfD, Marcus Bühl, Mirco Hanker und Wolfgang Wiehle, nicht gewählt wurden. Am Folgetag konstituierte der Haushaltsausschuss das Gremium.

## Aufgabe
Rechtsgrundlage ist § 10a Absatz 2 der Bundeshaushaltsordnung (BHO). Demnach kann der Bundestag aus zwingenden Gründen des Geheimschutzes in Ausnahmefällen die Bewilligung von Ausgaben, die nach geheimzuhaltenden Wirtschaftsplänen bewirtschaftet werden sollen, im Haushaltsgesetzgebungsverfahren von der Billigung der Wirtschaftspläne durch ein Gremium von Mitgliedern des Haushaltsausschusses (Vertrauensgremium) abhängig machen.
Soweit sein Recht auf Kontrolle reicht, verfügt das Vertrauensgremium über die gleichen Rechte wie das Parlamentarische Kontrollgremium. Sofern der Bundestag nichts anderes beschließt, sind die Wirtschaftspläne für die Nachrichtendienste des Bundes – Bundesnachrichtendienst (BND), Bundesamt für Verfassungsschutz (BfV) und Militärischer Abschirmdienst (MAD) – vom Bundesministerium der Finanzen dem Vertrauensgremium zur Billigung vorzulegen. Über die Wirtschaftspläne der Nachrichtendienste des Bundes entscheidet das Vertrauensgremium im Rahmen der Haushaltsberatungen.
Konkret bestehen die Aufgaben des Vertrauensgremiums somit im Wesentlichen darin, im Zuge des jährlichen Haushaltsverfahrens unter Wahrung der Geheimhaltung die Wirtschaftspläne für die drei Nachrichtendienste des Bundes zu beschließen und während des laufenden Jahres zu kontrollieren, wie die Nachrichtendienste mit den ihnen zur Verfügung gestellten Haushaltsmitteln umgehen.
Die einzelnen Haushaltstitel der Nachrichtendienste sind nicht in den Einzelplänen von Bundeskanzleramt (BND), Bundesministerium des Innern, für Bau und Heimat (BfV) und Bundesministerium der Verteidigung (MAD) aufgeführt. Im öffentlichen Haushaltsplan des Bundes sind bei den verantwortlichen Ressorts nur die Abschlussbeträge dieser Wirtschaftspläne ohne weitere Aufschlüsselung aufgeführt.
Das Vertrauensgremium wird vom Bundestag in entsprechender Anwendung von § 2 PKGrG für die Dauer der Wahlperiode gewählt. Die Mitglieder des Vertrauensgremiums sind zur Geheimhaltung aller Angelegenheiten verpflichtet, die ihnen bei ihrer Tätigkeit bekanntgeworden sind. An den Sitzungen des Vertrauensgremiums können der Vorsitzende des Parlamentarischen Kontrollgremiums, sein Stellvertreter und ein beauftragtes Mitglied mitberatend teilnehmen. Bei den Sitzungen zur Beratung der Wirtschaftspläne der Dienste und deren Vollzug gilt dies auch für die übrigen Mitglieder des Parlamentarischen Kontrollgremiums.
Das Vertrauensgremium wird durch den Bundesrechnungshof über das Ergebnis seiner Prüfung der Jahresrechnung sowie der Haushalts- und Wirtschaftsführung von geheimzuhaltenden Ausgaben unterrichtet. Der Verfassungsgrundsatz der Budgetöffentlichkeit ist im Bereich der Nachrichtendienste eingeschränkt.

## Geschichte
| Name                   | Fraktion  | Funktion                       |
| ---------------------- | --------- | ------------------------------ |
| Christoph Meyer        | FDP       | Vorsitzender                   |
| Dennis Rohde           | SPD       | stellvertretender Vorsitzender |
| Martin Gerster         | SPD       |                                |
| Wiebke Papenbrock      | SPD       |                                |
| Andreas Schwarz        | SPD       |                                |
| André Berghegger       | CDU       |                                |
| Ingo Gädechens         | CDU       |                                |
| Kerstin Radomski       | CDU       |                                |
| Sven-Christian Kindler | B90/Grüne |                                |
| Jamila Schäfer         | B90/Grüne |                                |
| Otto Fricke            | FDP       |                                |
| Dietmar Bartsch        | Die Linke |                                |

Das Vertrauensgremium entstand im Zuge der Überführung der Organisation Gehlen als BND in den Bundesdienst. Es trat am 22. Februar 1956 erstmals zusammen. Anfangs gehörten ihm Erwin Schoettle (SPD), Rudolf Vogel (CDU), Martin Blank (FDP), Wilfried Keller (GB/BHE) und Heinrich Schild (DP) an.
Weitere Mitglieder des Gremiums waren unter anderem Fritz Baier, Norbert Barthle, Steffen Bockhahn, Bettina Hagedorn und Gisela Piltz.
Mit Ablauf des 5. Mai 2020 legte der bisherige Vorsitzende des Vertrauensgremiums Johannes Kahrs sein Bundestagsmandat nieder, weil ihn die SPD-Fraktion nicht für das Amt des Wehrbeauftragten des Deutschen Bundestages vorgeschlagen hatte. Am 7. Mai 2020 wurde Bettina Stark-Watzinger als Nachfolgerin von Stefan Ruppert gewählt, der sein Mandat mit Ablauf des 27. April 2020 niedergelegt hatte. Zu Kahrs Nachfolger wählte der Deutsche Bundestag am 18. Juni 2020 Dennis Rohde.

### 20. Deutscher Bundestag
Im 20. Deutschen Bundestag gehörten dem Gremium 13 Mitglieder an; im 19. Deutschen Bundestag waren es neun. Christoph Meyer wurde erstmals in das Gremium und zu dessen Vorsitzenden gewählt. Der bisherige Vorsitzende der vorherigen Legislaturperiode Dennis Rohde (SPD) übernahm den stellvertretenden Vorsitz. Die ehemalige stellvertretende Vorsitzende Gesine Lötzsch sowie die einfachen Mitglieder Reinhard Brandl, Klaus-Dieter Gröhler, Patricia Lips, Eckhardt Rehberg, Bettina Stark-Watzinger und Tobias Lindner verließen das Gremium. Weiterhin an gehört ihm Martin Gerster. Neu in das Gremium kamen neben Christoph Meyer die Abgeordneten Wiebke Papenbrock, Andreas Schwarz, André Berghegger, Ingo Gädechens, Kerstin Radomski, Sven-Christian Kindler, Jamila Schäfer, Otto Fricke und Dietmar Bartsch. Der der AfD-Fraktion im Deutschen Bundestag zustehende Posten wurde nicht besetzt, weil der von der Fraktion vorgeschlagene Abgeordnete Marcus Bühl die notwendige Mehrheit im Plenum verfehlte. Daher hatte das Gremium nur 12 statt 13 Mitglieder.